# Петропавловск (линеен кораб, 1911)
Петропавловск (на руски: Петропавловск) е руски линеен кораб на Балтийския флот, третият (според датата на залагане и датата на спускането на вода) линеен кораб от типа „Севастопол“.
В строй е от 1914 г. (в периода 1921 – 1943 г. се нарича „Марат“). Участва в Първата световна война, Гражданската война, Съветско-финската война (обстрелва укрепленията на противника на остров Бийорке) и Великата Отечествена война по време на отбраната на Ленинград. От 1950 г. е учебен кораб с името „Волхов“. През 1953 г. е изключен от състава на ВМФ на СССР и изпратен за скрап.

## История на службата
Заложен е на 15 юни 1909 г. в Санкт Петербург в Балтийския завод. От 1910 г. главен строител на кораба е корабния инженер В. В. Константинов. Спуснат е на вода на 27 август 1911 г. Зачислен е в състава на действащия флота в края на декември 1914 г.
Участва в Първата световна война. През 1918 г., по време на Ледовия поход на Балтийския флот, заедно с други кораби на БФ, преминава от Хелсингфорс в Кронщат.
На 31 май 1919 г. есминеца „Азард“, занимаващ се с разузнаване под прикритието на линкора „Петропавловск“, влиза в контакт с кораби на противника. Преследван от седем британски разрушителя, „Азард“ ги насочва право към оръдията на линкора. „Петропавловск“ открива огън от 12-дюймовите, а след това и от 120-мм оръдия. Британските разрушители, които са се сближили с противника на 47 кабелтови, обръщат и се оттеглят. Този бой е единственото морско сражение в историята, в което участва който и да е от 4-те линкора на типа „Севастопол“.
Към 11 июня 1919 г. белогвардейците са избутали частите на 6-а стрелкова дивизия, държащи отбраната на приморския фланг на фронта, и плътно се приближават до фортовете „Красная Горка“ и „Серая Лошадь“, включени в системата на Кронщатския укрепен район. В нощта на 12 по 13 юни 1919 г. в тези фортове избухва въстание. Един от ръководителите на въстанието е старшия щурман на линкора „Петропавловск“ С. А. Селлнг. Сутринта на 13 юни 1919 г. въстаналите изпращат радиотелеграма на командващия английската ескадра: „„Красная Горка“ е във ваше разпореждане“. Обаче не последва никаква реакция от страна на англичаните. Тогава въстаниците предявяват ултиматум към ръководството на Балтфлота и, независимо от призива на Реввоенсовбалт да се прекрати въстанието, откриват огън по Кронщат. В отговор на линейните кораби е дадена заповед да открият ответен огън. Първи на Големия рейд излиза за стрелба „Андрей Первозванный“, а след това към него се присъединява „Петропавловск“. На 16 юни 1919 г., от Големия кронщатски рейд, двата линкора провеждат интензивен обстрел на фортовете „Красная Горка“ и „Серая Лошадь“. В резултат на това въстаниците напускат укрепленията.
През 1921 г. екипажа на линкора взема участие в Кронщатското въстание. След потушаването на въстанието част от екипажа бяга във Финландия, част е репресирана.
На 31 март 1921 г. линкорът „Петропавловск“ е преименуван на „Марат“, в чест на френския революционер Жан-Пол Марат.
От 20 до 27 юни 1925 г., по време на първия учебен поход на корабите на МСБМ, на линкора „Марат“ държи своя флаг Народния комисар по военните и морските работи, представителя на РВС на СССР Михаил Василиевич Фрунзе. Учебният поход е предприет с цел отработване и решаване на учебните задачи, изучаването на театъра. Районът на плаванията включва Балтийско море от Лужката губа до Килския залив. За седем дни корабите изминават 1730 мили.
След похода М. Ф. Фрунзе пиш: „… ние строим и ще построим силен Балтийски флот. Ние вече даже имаме неговото ядро. Нашата походна ескадра – това е нелошо начало. Републиката ще се погрижи, това начало да се увенчае с още по-добър край“.
В периода 1928 – 1931 г. линкорът преминава основен ремонт и модернизация.
От 10 май до 5 юни 1937 г. „Марат“ извършва поход във Великобритания, за да участва в морския парад по случай коронацията на британския крал Джордж VI, посещавайки на обратния си път Мемел, Либава и Талин.
През октомври 1938 г. на линкора „Марат“, за първи път в света, е изпробвана система за защита от магнитните мини, разработваща се в ЛФТИ под ръководството на А. П. Александров.
През декември 1939 г. линкорите „Марат“ и „Октябрьская революция“ водят огън по финландските тежки брегови батареи, разположени на островите, близо до Виборг. Охраната на линкорите от страна на Финския залив се осъществява от есминеца „Ленин“.
По време на Великата Отечествена война „Марат“ участва в отбраната на Ленинград.
На 23 септември 1941 г. корабът, в Кронщат, е тежко повреден по време на авионападение. Повредите са предизвикани от преки попадения на бомби, пуснати от пикиращи бомбардировачи Ю-87, един от които се пилотира станалия впоследствие известен ас на Луфтвафе Ханс Улрих Рудел (в мемоарите на Рудел се казва, че той атакува „Марат“ два пъти – на 16 септември той пуска на палубата на „Марат“ бомби с маса 500 кг, а на 23 септември – бомба с маса 1000 кг със специален взривател за забавяне на детонацията. Две бомби, предположително с тегло по 500 кг, детонират с интервал част от секундата – една малко към носа, а другата на кърмата от фокмачтата. Уцелилата носовата част бомба предизвиква детонация на боеприпасите на първата кула на главния калибър. В резултат на това самата кула, „подскачайки“, пропада в образувалия се пролом в палубата. Носовата надстройка, заедно с всички бойни постове, прибори, зенитна артилерия, носовата бойна рубка и намиращите се там хора се накланя към десния борд и рухва във водата. Там пада и носовия комин, с характерната си форма, заедно с кожусите на бронираните огнярски решетки. Загиват командира на кораба капитан 2 ранг П. К. Иванов, старшия помощник капитан 2 ранг В. С. Чуфистов и още 324 души. В резултат на получените повреди корабът, поема 10 000 тона воды (при водоизместимост 23 000 тона), е напълно наводнен и ляга на грунта при стената на причала на дълбочина 11 м. Цялата артилерия излиза от строй.
В командването на кораба встъпва капитан 3 ранг Л. Е. Родичев, под ръководството на който, със силите на работниците от Кронщатския ремонтен завод и оцелелите моряци е частично възстановена боеспособността на кораба. На 31 октомври 1941 г. кули №4 и №3 вече могат да водят огън, а на 9 ноември 1942 г. открива огън и кула №2.
Оставащите три оръдейни кули и зенитните установки продължават да се използват до края на блокадата на Ленинград.
На 31 май 1943 г. линкора получава обратно предишното си име „Петропавловск“.
На 28 ноември 1950 г. „Петропавловск“ е прекласифициран в несамоходен учебен артилерийски съд и получава названието „Волхов“, На 22 септември, на следващата година, е преведен в класа на несамоходните учебни кораби, а през 1953 г. е разкомплектован за метал.

## Проект 27
През 1945 г., според разпореждането на ВМФ, ЦКБ-17 разработва проект за възстановяването на линкора „Петропавловск“ като пълноценна бойна единица с мащабната му модернизация. За замяна на откъснатия носов край се предполага да се използват конструкцията от корпуса на линкора „Фрунзе“.
Предполага се, че възстановеният линкор ще съхрани 3 кули на ГК и ще получи напълно нова артилерия от средния и малкия калибри от 8 сдвоени 130-милиметрови оръдия и 6 сдвоени 85-милиметрови оръдия. По този начин, се предполага да се усили ПВО на кораба, практически довеждайки го до съвременните стандарти.
Големите очаквани разходи на средства и труд, и перспективата да се получи, като компенсация за „Петропавловск“, един от италианските линкори от класа на „Виторио Венето“ или „Джулио Чезаре“ (впоследствие в ЧФ „Новоросийск“), водят до отказ от проекта. Главния му недостатък се заключава в това, че даже възстановен линкорът вече няма в пълна степен да е пълноценен боен кораб поради съвършено недостатъчната му скорост.

## Памет
В Градското руско гробище в Кронщат се намира мемориалът „На героите загинали на линкора „Марат“ в годините на Великата Отечествена война и корабните работници от Балтийския завод загинали на линкора „Марат“ на 23 септември 1941 г.“ с изброените имена на загиналите.

## „Марат“ въвфилателията
„Марат“ присъства (е изобразен) на пощенските марки от СССР:
- От серията пощенски марки
- 20 години РККА (1938 г.): Червенофлотец и кула на главния калибър на линкора „Марат“.
- 20 години ВЛКСМ (1938 г.): военен летец и Червенофлотец в безкозирка с надпис „Марат“ (корабът на втори план е крайцер от типа „Светлана“).

## Интересни факти
Бащата на пионера-герой Марат Казей – Иван Казей – отбива военната си служба на линкора „Марат“. По тази причина кръщава сина си Марат.
Линкорът „Марат“ се споменава в „Дядя Стьопа“ на писателя С. В. Михалков. Там главният герой разказва за своята служба в Балтийския флот:
| Ночь не спал. Устал с дороги. Не привыкли к суше ноги. Отдохну. Надену китель. На диване полежу. После чая заходите — Сто историй расскажу! Про войну и про бомбёжку, Про большой линкор „Марат“, Как я ранен был немножко, Защищая Ленинград. И теперь горды ребята — Пионеры, октябрята, — Что знакомы с краснофлотцем, С настоящим моряком. |

Линкорът „Петропавловск“ се споменава в романа на А. Азолский „Затяжной выстрел“ (на български: „Забавен изстрел“).

Високо и презрително Милютин отсече:

— Вие сте самонадеяно момченце, Манцев! Вас трябва да ви изпратят в болницата, за да си проверите зрението. И не само зрението. Не е ли време да разберете, че трябва внимателно да слушате думите ми! Такива, между другото, старши помощници, като мен, има само четирима във военноморските сили.

Той, разбира се, имаше предвид това, че Военноморския флот на СССР има само четири линейни кораба.

— В такъв случай, другарю капитан 2 ранг, по-внимателно ще се прислушвам към думите на командира на 1-ва кула. Такива, като него, има всичко на всичко трима души: на линкора „Петропавловск“ 1-вата кула я няма, още от войната.

## Командири на кораба
- 15(26).11.1911 – 21.11.1916 – капитан 1-ви ранг Пилкин, Владимир Константинович[7]
- 28.11.1916 – 02.05.1917 – капитан 1-ви ранг Беренс, Михаил Андреевич
- 02.05.1917 – 16.12.1917 – капитан 2-ри ранг (от 28.07.1917 капитан 1-ви ранг) Тиртов, Дмитрий Дмитриевич
- 16.12.1917 – 16.06.1918 – капитан 2-ри ранг барон Залца, Герман Едуардович
- 11.1918 – 02.1919 Ставицкий, Сергей Петрович
- 1919 – Вонлярлярский, Владимир Владимирович
- 1919 – 1921 – Постелников, Павел Юриевич
- 1920 – Христофоров, Борис Игнатиевич
- 1921 – 14.02.1923 – Вонлярлярский, Владимир Владимирович
- 14.02.1923-xx.12.1926 – Рал, Юрий Фьодорович
- xx.12.1926 – 26.12.1933 – Иванов, Вадим Иванович
- xx.11.1933-xx.02.1934 – Трибуц, Владимир Филипович
- 26.12.1933 – 1935 – Леер, Александр Фьодорович
- 1935 – 14.03.1938 – флагман 2-ри ранг Иванов, Вадим Иванович
- 14.03.1938 – 21.04.1940 – капитан 1-ви ранг Белоусов, Сергей Филипович
- 21.04.1940 – 30.08.1940 – капитан 1-ви ранг Фелдман, Николай Едуардович
- 30.08.1940-xx.11.1940 – Ванифатиев, Александр Герасимович
- xx.11.1940 – 23.09.1941 – капитан 2-ри ранг Иванов, Павел Константинович
- 23.09.1941 – 06.10.1941 – врид капитан 3-го ранга Родичев, Леонид Емелиянович
- 06.10.1941 – 14.01.1942 – капитан 3-ти ранг Васильев Владимир Петрович (Павлович?)
- 14.01.1942 – 08.12.1942 – капитан 3-ти ранг (впоследствие капитан 2-ри ранг) Биков, Владимир Сергеевич
- 08.12.1942 – 16.02.1943 – капитан 2-ри ранг Ванифатьев, Александр Герасимович
- 25.02.1943-хх.06.1944 – капитан 2-ри ранг Тиршклевич, Франц Францевич
- хх.06.1944 – 10.07.1944 – капитан 2-ри ранг Коляда, Александр Лаврентиевич
- 10.07.1944 – 08.09.1945 – капитан 2-ри ранг Сухоруков, Максим Георгиевич
- 08.09.1945 – след 06.1949 – капитан 1-ви ранг Карпов, Иван Григориевич
- до 04.1950 – 06.03.1951 – капитан 1-ви ранг Лазо, Емануил Иванович
- 06.03.1951-хх.хх.хххх – капитан 2-ри ранг Жуков, Аркадий Алексеевич
- на 10.1952 – капитан 2-ри ранг Суханов, Пьотр Алексеевич (?)
- на 06.1953 – капитан 2-ри ранг Жуков, Аркадий Алексеевич